# Bielawszczyzna
Bielawszczyzna (biał. Бяляўшчына; ros. Белявщина) – wieś na Białorusi, w obwodzie grodzieńskim, w rejonie wołkowyskim, w sielsowiecie Wołkowysk.
W dwudziestoleciu międzywojennym folwark Bielawszczyzna leżał w Polsce, w województwie białostockim, w powiecie wołkowyskim, w gminie Izabelin.